# Anton Viktor Barvitius

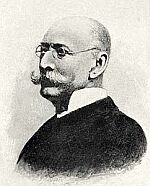
Anton Viktor Barvitius

Anton Viktor Barvitius (* 14. Juli 1823 in Prag, Kaisertum Österreich; † 20. Juli 1901 ebenda), auch genannt Antonín Barvitius, war ein böhmischer Architekt des Historismus.

## Leben
Er stammte aus der Familie von Andreas Barvitius, Kassierer bei der Familie Buquoy. 
Barvitius besuchte 1843 die Kunstakademie in Prag, Atelier für monumentale Malerei (Christian Ruben), ab 1844 studierte er Architektur an der Akademie der bildenden Künste in Wien (Eduard van der Nüll, August Siccardsburg und Karl Rösner).
Er arbeitete an mehreren Bauprojekten, auch zusammen mit dem Architekten Ignaz Ullmann. Von 1855 bis 1865 führten sie zusammen die Umbauten des Palazzo Venezia in Rom als Residenz für den Österreichischen Botschafter sowie 1871–1872 die Errichtung des Franz-Josefs-Bahnhofs in Wien durch.
Sein Nachlass an Graphiken und Ornamentstichen gelangte in die Graphiksammlung des Prager Kunstgewerbemuseums.

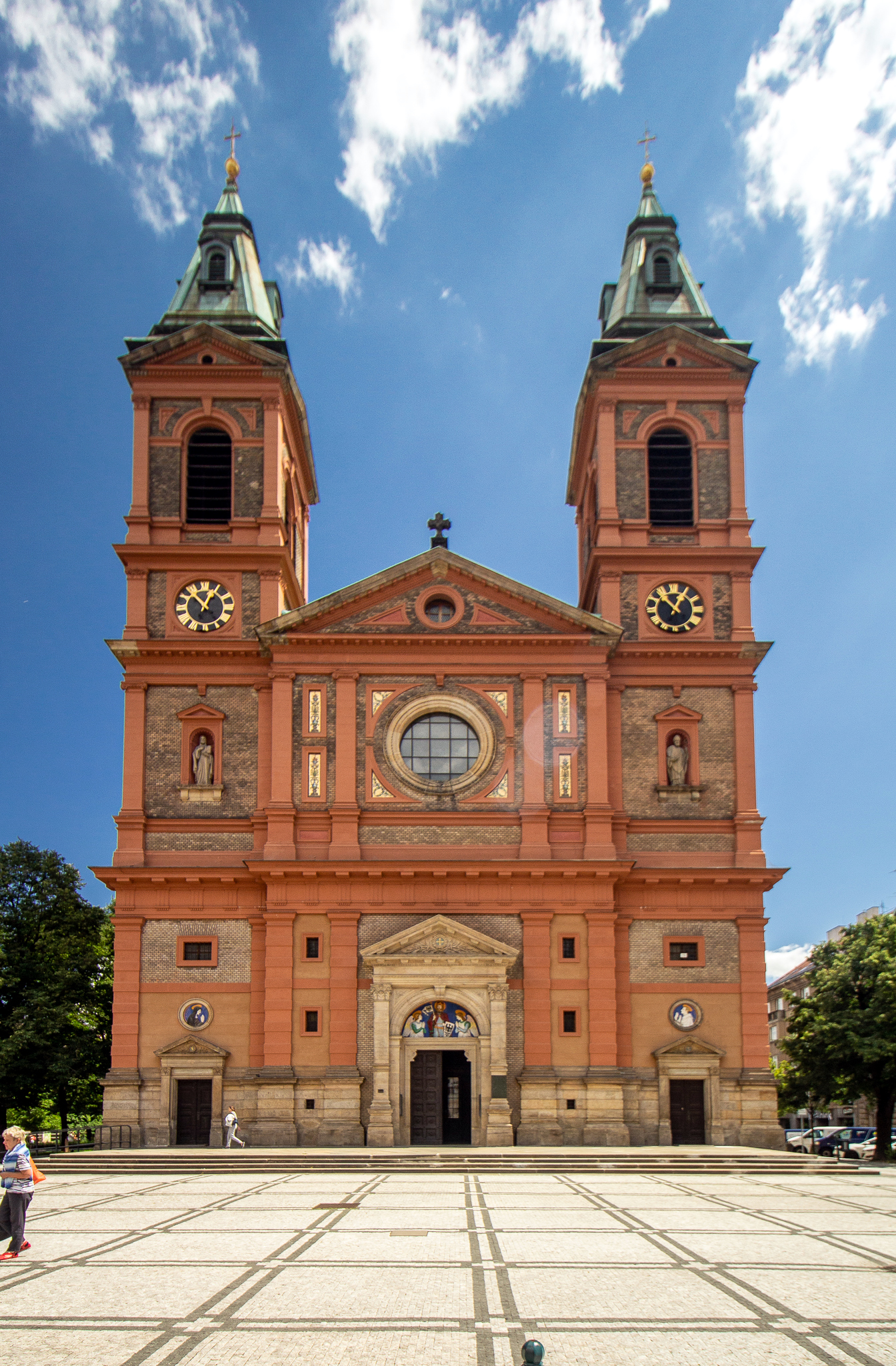
St.-Wenzelskirche in Prag -Smíchov

Barvitius war der ältere von zwei Brüdern. Sein jüngerer Bruder Viktor Barvitius war spezialisiert auf Genre- und Pferdemalerei.

## Bauten
- Trebitsch Haus in Wien
- 1855–1865 Umbau des Palazzo Venezia in Rom
- 1869 Villa Alexander Lippmann in Prag – Bubeneč, (abgerissen 1970)
- 1871–1872 Franz-Josefs-Bahnhof in Wien, zusammen mit Vojtěch Ignaz Ullmann
- 1871 Villa Gröbe in Prag
- 1872 Villa Lanna in Prag, zusammen mit Adalbert Ignaz Ullmann[4]
- 1881–1885 St.-Wenzelskirche in Prag-Smíchov und seiner innere Einrichtung
- 1884–1886 Neoromanische Kirche St. Anna in Elsch (Olešná/Stráž) bei Tachau, (in einem sehr schlechten Zustand)
- Entwürfe für die Inneneinrichtung der Kirche St. Michael in Engelhaus bei Karlsbad

## Schriften
- Anton Barvitius: Bericht über den Bestand der Baulichkeiten des K. K. Botschaftshotel in Rom, genannt il Palazzo di Venezia. Mit einer Geschichte des Palastes als Einleitung zum Berichte, Manuskript, Rom 1858 (Digitalisat)